# Hugo Bücking
Hugo Bücking, född 12 september 1851 i Bieber im Spessart, död 18 november 1932 i Heidelberg, var en tysk geolog och mineralog.
Bücking var professor i Kiel 1881-1883 och Strassburg 1883-1918 samt 1907-1918 direktör för Elsass-Lothringens geologiska undersökning. Han bereste 1898 Nederländska Indien. Bückings vetenskapliga arbeten omfattar främst petrografiska undersökningar i de tyska bergstrakterna, Spessart, Thüringerwald, Rhön och Vogeserna.